# Andrej Sacharov
Andrej Dmitrievitsj Sacharov (Russisch: Андре́й Дми́триевич Са́харов) (Moskou, 21 mei 1921 – aldaar, 14 december 1989) was een Russisch atoomgeleerde, dissident en politicus.

## Leven en werk
Hij werd tijdens de Tweede Wereldoorlog vrijgesteld van militaire dienst vanwege zijn opvallende talent. Hij geldt als vader van de Russische waterstofbom. Sacharov ontwikkelde vanaf eind jaren vijftig belangstelling voor de ethische kanten van de wapenindustrie en werd voorvechter van de rechten van de mens en hervormingen in de Sovjet-Unie. De eerste publicatie waarmee hij bij het grote publiek bekendheid kreeg is in het Nederlands uitgegeven onder de titels Pleidooi voor een menswaardig bestaan en Gedachten over vreedzame coëxistentie en vrijheid. Deze publicatie is dankzij Karel van het Reve in Het Parool en kort daarna in Amerikaanse kranten gepubliceerd. Voor zijn inspanningen kreeg Sacharov in 1975 de Nobelprijs voor de Vrede. Hij kon die echter niet persoonlijk in ontvangst nemen omdat de Sovjet-autoriteiten hem het land niet wilden laten uitgaan; hij zou namelijk te veel weten van atoomgeheimen, hoewel hij toen allang niet meer actief betrokken was bij nucleair onderzoek.
Hij keerde zich ook tegen de Sovjet-invasie in Afghanistan in december 1979. In 1980, aan de vooravond van de Olympische Spelen in Moskou, werd hij gearresteerd en verbannen naar Nizjni Novgorod, destijds nog Gorki geheten. Hier was hij buiten bereik van buitenlandse waarnemers en journalisten. Alle officiële onderscheidingen en eerbetuigingen die hem eerder van staatswege waren toegekend, werden teruggenomen. Dankzij de perestrojka die door Michail Gorbatsjov vanaf 1985 werd ingezet, mocht hij in december 1986 terugkeren naar Moskou. In maart 1989 werd hij zelfs verkozen tot lid van het parlement. Hij stierf echter datzelfde jaar nog. Vlak daarvoor kreeg hij nog een eredoctoraat in de rechtsgeleerdheid aangeboden door de Rijksuniversiteit Groningen.

## Prijs en stichting
Het Europees Parlement reikt jaarlijks de naar hem vernoemde Sacharovprijs voor de Vrijheid van Denken uit, voor verdiensten op het gebied van rechten en fundamentele vrijheden van de mens.
Sacharov was sinds 1972 getrouwd met de dissidente Jelena Bonner, die na zijn dood de Andrei Sacharovstichting oprichtte en zijn archief uiteindelijk aan de Harvard-universiteit heeft overgedragen.

## Nederlandstalige bibliografie
- Pleidooi voor een menswaardig bestaan, Het Parool, 1968
- Mijn land en de wereld (met een inleiding van Karel van het Reve), Elsevier, 1975
- Mijn leven, Meulenhof, 1990, ISBN 9789029037488

## Varia
- In Amsterdam, Amstelveen, Alphen aan den Rijn, Assen, Den Haag, Gouda, Hellevoetsluis, Leiden, Oldenzaal, Purmerend, Rotterdam, Veenendaal, Vught en Utrecht zijn straten naar hem genoemd.
- De brug van de N325 (Pleijweg) over de Nederrijn in Arnhem heet sinds 1987 officieel de Andrej Sacharovbrug.

1901: Dunant, Passy ·
1902: Ducommun, Gobat ·
1903: Cremer ·
1904: Institut de Droit International ·
1905: Von Suttner ·
1906: Roosevelt ·
1907: Moneta, Renault ·
1908: Arnoldson, Bajer ·
1909: Beernaert, Balluet d'Estournelles de Constant ·
1910: IPB ·
1911: Asser, Fried ·
1912: Root ·
1913: La Fontaine ·
1917: ICRC ·
1919: Wilson ·
1920: Bourgeois ·
1921: Branting, Lange ·
1922: Nansen ·
1925: Chamberlain, Dawes ·
1926: Briand, Stresemann ·
1927: Buisson, Quidde ·
1929: Kellogg ·
1930: Söderblom ·
1931: Addams, Butler ·
1933: Angell ·
1934: Henderson ·
1935: Von Ossietzky ·
1936: Lamas ·
1937: Cecil ·
1938: Office international Nansen pour les réfugiés ·
1944: ICRC ·
1945: Hull ·
1946: Balch, Mott ·
1947: Friends Service Council, American Friends Service Committee ·
1949: Orr ·
1950: Bunche ·
1951: Jouhaux ·
1952: Schweitzer ·
1953: Marshall ·
1954: Hoog Commissariaat voor de Vluchtelingen (UNHCR) ·
1957: Pearson ·
1958: Pire ·
1959: Noel-Baker ·
1960: Luthuli ·
1961: Hammarskjöld ·
1962: Pauling ·
1963: ICRC, IFRC ·
1964: King ·
1965: UNICEF ·
1968: Cassin ·
1969: Internationale Arbeidsorganisatie ·
1970: Borlaug ·
1971: Brandt ·
1973: Kissinger, Lê Đức Thọ ·
1974: MacBride, Satō ·
1975: Sacharov ·
1976: Williams, Corrigan ·
1977: Amnesty International ·
1978: Sadat, Begin ·
1979: Moeder Teresa ·
1980: Esquivel ·
1981: Hoog Commissariaat voor de Vluchtelingen (UNHCR) ·
1982: Myrdal, Robles ·
1983: Wałęsa ·
1984: Tutu ·
1985: IPPNW ·
1986: Wiesel ·
1987: Arias ·
1988: VN-vredesmacht ·
1989: Gyatso ·
1990: Gorbatsjov ·
1991: Suu Kyi ·
1992: Menchú ·
1993: Mandela, De Klerk ·
1994: Arafat, Peres, Rabin ·
1995: Rotblat, Pugwash Conferences on Science and World Affairs ·
1996: Ximenes Belo, Ramos-Horta ·
1997: ICBL, Williams ·
1998: Hume, Trimble ·
1999: AzG ·
2000: Dae-jung ·
2001: VN, Annan ·
2002: Carter ·
2003: Ebadi ·
2004: Maathai ·
2005: IAEA, El-Baradei ·
2006: Grameen Bank, Yunus ·
2007: Gore, IPCC ·
2008: Ahtisaari ·
2009: Obama ·
2010: Liu ·
2011: Johnson Sirleaf, Gbowee, Karman ·
2012: Europese Unie ·
2013: OPCW ·
2014: Satyarthi, Yousafzai ·
2015: Kwartet voor Nationale Dialoog in Tunesië ·
2016: Santos ·
2017: ICAN ·
2018: Mukwege, Murad Basee ·
2019: Ahmed ·
2020: Wereldvoedselprogramma ·
2021: Ressa, Moeratov ·
2022: Bjaljazki, Memorial, Centrum voor Burgerlijke Vrijheden ·
2023: Mohammadi ·
2024: Nihon Hidankyo